# Fernando Lorefice
Fernando Adrián Lorefice (Quilmes, Buenos Aires, 12 de mayo de 1982) es un exfutbolista argentino. Jugaba como mediocampista y se retiró en el Tristán Suárez de la Primera B Metropolitana.

## Trayectoria
Lorefice comenzó su carrera profesional en las divisiones inferiores de Independiente. En 2004 recaló en el primer equipo pero al no tener un lugar tuvo que irse a préstamo a Maccabi Haifa hasta el 2006. También pasó a jugar en Morelia, Skoda Xanthi, Defensa y Justicia y Atlanta entre otros.
El 8 de abril de 2012, jugando para Atlanta, marcó el gol más importante de su carrera frente a River Plate en un triunfo histórico para el bohemio por 1 a 0.
En el año 2014 consiguió el campeonato y el ascenso al nacional B con el Club Atlético Los Andes, siendo el capitán y emblema del equipo.
A fines del 2015, fue contratado por el Club Atlético Platense para intentar ascender con el equipo de Vicente López.
En junio de 2017 fichó por Tristán Suárez. Jugó ahí hasta junio de 2019 donde luego firmó contrato con Ituzaingó
El 26 de agosto de 2020, con 37 años, durante del parate causado por la pandemia del COVID-19, anuncia por redes sociales que se retira del fútbol profesional.

## Clubes
| Club                        | País      | Año           |
| --------------------------- | --------- | ------------- |
| Independiente               | Argentina | 2004-2006     |
| Maccabi Haifa               | Israel    | 2006          |
| Defensa y Justicia          | Argentina | 2007          |
| Skoda Xanthi                | Grecia    | 2008          |
| Defensa y Justicia          | Argentina | 2009-2011     |
| Gimnasia y Esgrima de Jujuy | Argentina | 2011          |
| Atlanta                     | Argentina | 2011-2012     |
| Deportivo Merlo             | Argentina | 2012-2013     |
| Los Andes                   | Argentina | 2013-2015     |
| Platense                    | Argentina | 2015-2017     |
| Tristán Suárez              | Argentina | 2017-2019     |
| Ituzaingó                   | Argentina | 2019          |
| Piojo Fútbol Club           | Argentina | 2020-presente |

- Datos: Q5444788